# Perfetto difettoso
Perfetto difettoso è l'autobiografia di Piero Pelù, leader dei Litfiba, scritta in collaborazione con lo scrittore e giornalista Massimo Cotto.
L'autore racconta in questo libro della sua vita, l'infanzia, il rapporto coi genitori e con la nonna Tina, l'adolescenza di un liceale irrequieto e affascinato dal punk, i primi passi nel mondo della musica con una band di ragazzi, i Mugnions, ma soprattutto gli anni trascorsi con i Litfiba segnati da successi ma anche clamorosi lutti, come la morte del batterista Ringo De Palma (al secolo Luca De Benedictis).
Pubblicato nel 2000, subito dopo la fuoriuscita dal gruppo, il libro contiene anche forti critiche ad altri componenti della band, soprattutto a Ghigo Renzulli e al produttore Alberto Pirelli, ma sicuramente gli elementi salienti sono gli aspetti poco conosciuti che caratterizzano la nascita e i primi anni di una band e le curiosità e le foto di cui il libro è disseminato.
Un fatto curioso è rappresentato dalla mancanza del capitolo 17, c'è solamente un 16bis: il 17 è, secondo l'autore, "foriero di novità sconvolgenti, di eventi scioccanti".

## Edizioni
- Piero Pelù, Perfetto difettoso, 1 ed., Arnoldo Mondadori Editore, 2000, ISBN 88-04-48691-0.